# Kaprálův mlýn
Kaprálův mlýn je bývalý vodní mlýn a současná skautská základna a středisko ekologické výchovy v Moravském krasu. Nachází se na Říčce, jižně od Ochozu u Brna.
Původní Horní mlýn na Říčkách (první písemná zmínka v 18. století) zakoupila v roce 1939 rodina vynálezce a podnikatele Aleše Kaprála a přestavěla ho na rodinné sídlo. Koncem dubna 1945 se mlýn a okolí stalo dějištěm několikadenních bojů, při kterých padlo mnoho vojáků Rudé armády a asi 50 koní. V roce 1946 rodina Kaprálových odešla za prací do Indie a mlýn byl v roce 1949 znárodněn. Příběh Aleše a Zdeny Kaprálových byl popsán v knize Zítra bude líp a natočen jako jeden z Příběhů dvacátého století. Po znárodnění bylo rozebráno osazení mlýna a usedlost sloužila jako rekreační zařízení Kovolitu Modřice a Klenotů Brno. Z náhonu se stal sklad komunálního odpadu. Začátkem 80. let 20. století byl mlýn opuštěn pro neobyvatelnost.
V roce 1993 získala Zdena Kaprálová nemovitost v restituci zpět a pronajala ji Junáku na 99 let. Na jaře 1994 se nastěhovali na mlýn první dobrovolní správci. Postupně se dařilo budovu oživit. Téměř každý víkend zde trávila nějaká skautská skupina a příjmy z ubytování byly obratem investovány do nejnutnějších oprav. Skutečnost, že mlýn byl i nadále majetkem soukromé osoby, neumožňovala získání významnější investiční dotace a přes veškerou snahu a tisíce brigádnických hodin se částečnými opravami nedařilo chátrání stavebních konstrukcí zastavit.
V roce 2000 zemřel Aleš Kaprál, pět let po něm Zdena Kaprálová. Oba jsou pohřbeni v Alešově rodné obci Strmilov u Kunžaku. Majetek přešel na jejich dcery Evu a Janu, které Říčky v roce 2005 společně navštívily a rozhodly se mlýn darovat Junáku. Převod byl ukončen v roce 2007. Na paměť tohoto daru a z důvodu odlišení proti dalším mlýnům s podobným názvem používají skauti od roku 2009 název Kaprálův mlýn. 
Novým majitelům se podařilo získat podporu z operačního programu Životní prostředí a 1. června 2011, 72 let pro přestavbě vedené Alešem Kaprálem, byly na Říčkách zahájeny stavební práce na kompletní rekonstrukci bývalého Horního mlýna. Přestavba odpovídá nové náplni budovy: přibyl sál, učebna a klubovna, vytápění a ohřev vody zajišťují ekologicky šetrné technologie. Provoz v opravených prostorách byl zahájen 1. září 2012. V roce 2015 byla v místech bývalých skleníků dokončena stavba slaměného domku pro ubytování dobrovolníků, kteří pomáhají s provozem Kaprálova mlýna, část z nich v rámci  programu Evropská dobrovolná služba..
Ve všední dny na Kaprálův mlýn přijíždí školy na přírodovědné a ekologické programy, o víkendech děti, pracovníci a dobrovolníci z nejrůznějších neziskových organizací. Celoročně na mlýně funguje tzv. lesní mateřská školka. V létě se okolní louky stávají místem táborů a setkávání skautů z mnoha zemí světa. Konají se zde i skautské vzdělávací akce evropského a světového formátu. Kaprálův mlýn je od roku 2014 členem sítě skautských základen SCENES (Scout Centres of Excellence for Nature and Environment), aktivně se podílí na péči o chráněnou přírodu Moravského krasu i na zachování historického dědictví. V roce 2015 získal Kaprálův mlýn certifikát kvality činnosti v oblasti environmentální výchovy a v roce 2016 převzal ředitel Kaprálova mlýna ocenění Světové skautské nadace Messengers of Peace Hero za přínos v oblasti ekologické výchovy.

## Galerie

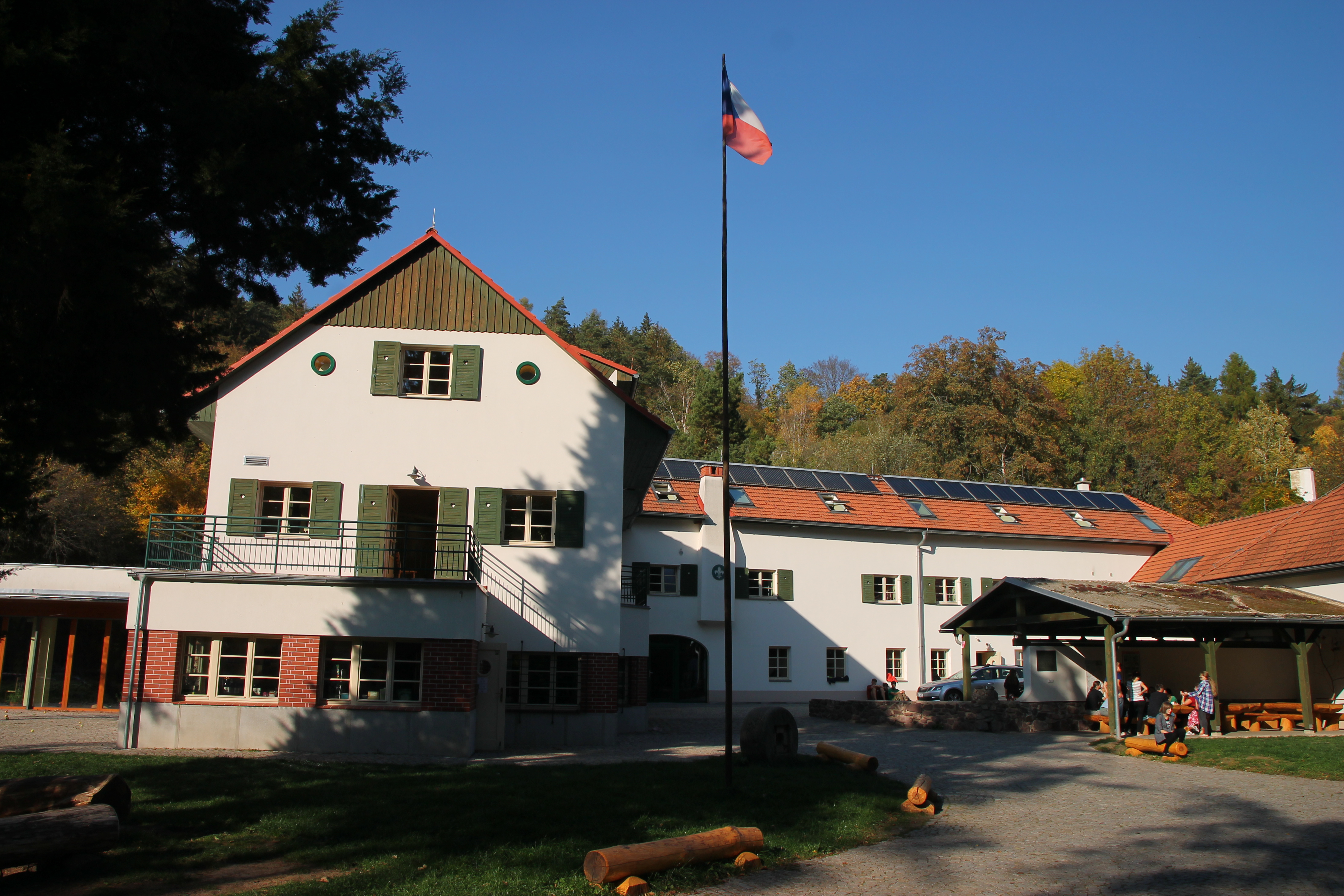
Dvůr před hlavní budovou
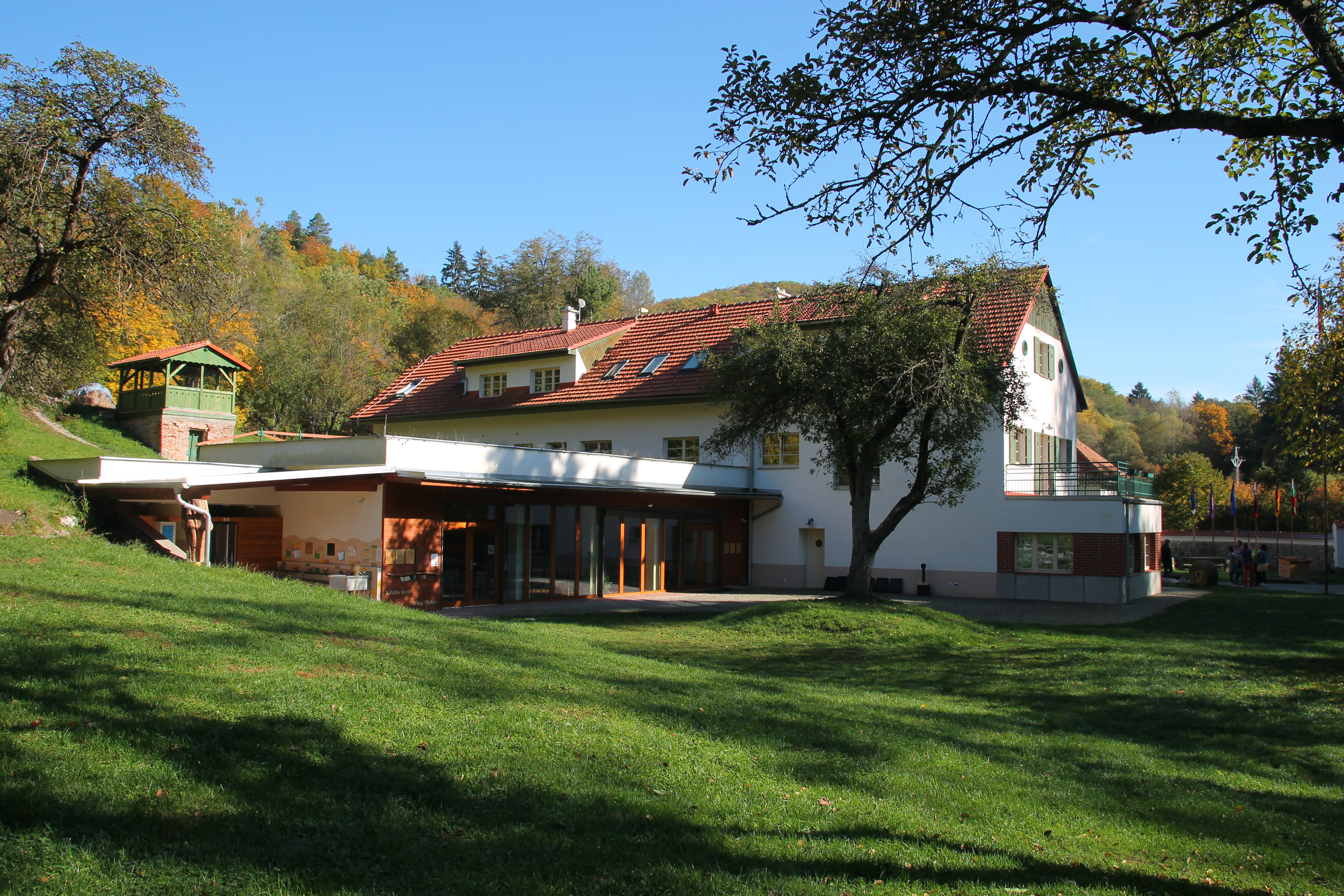
Sad
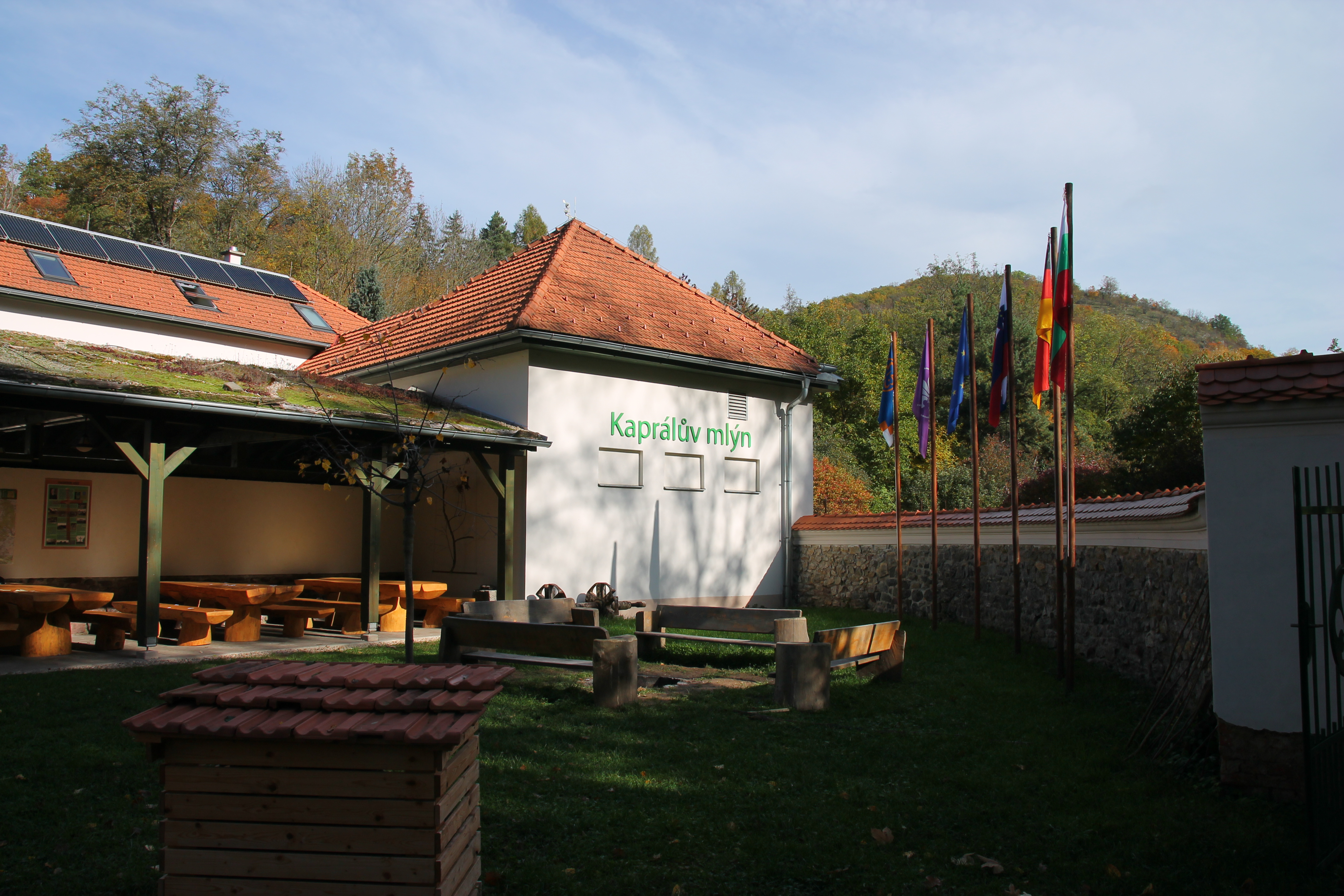
Veranda
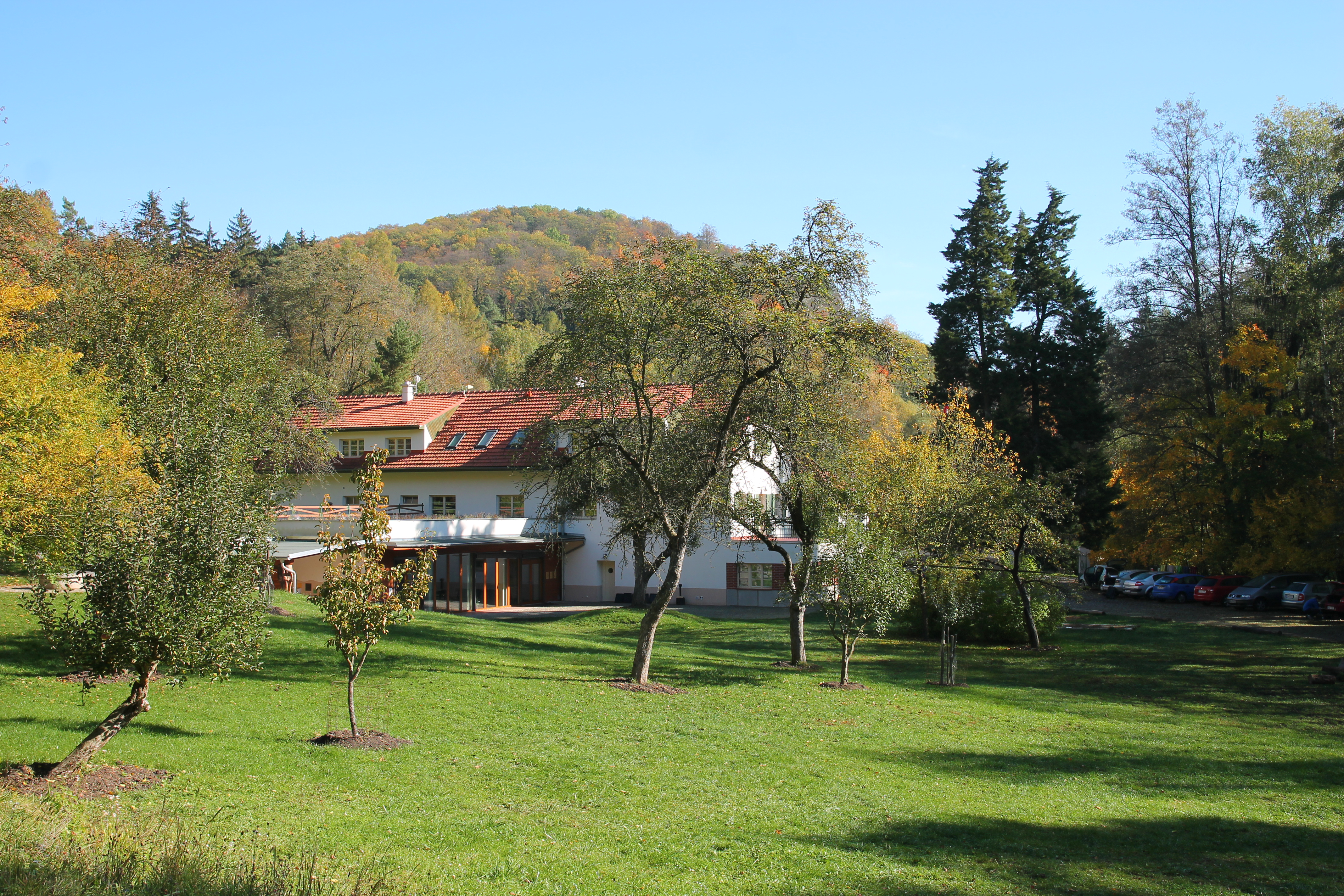
Sad
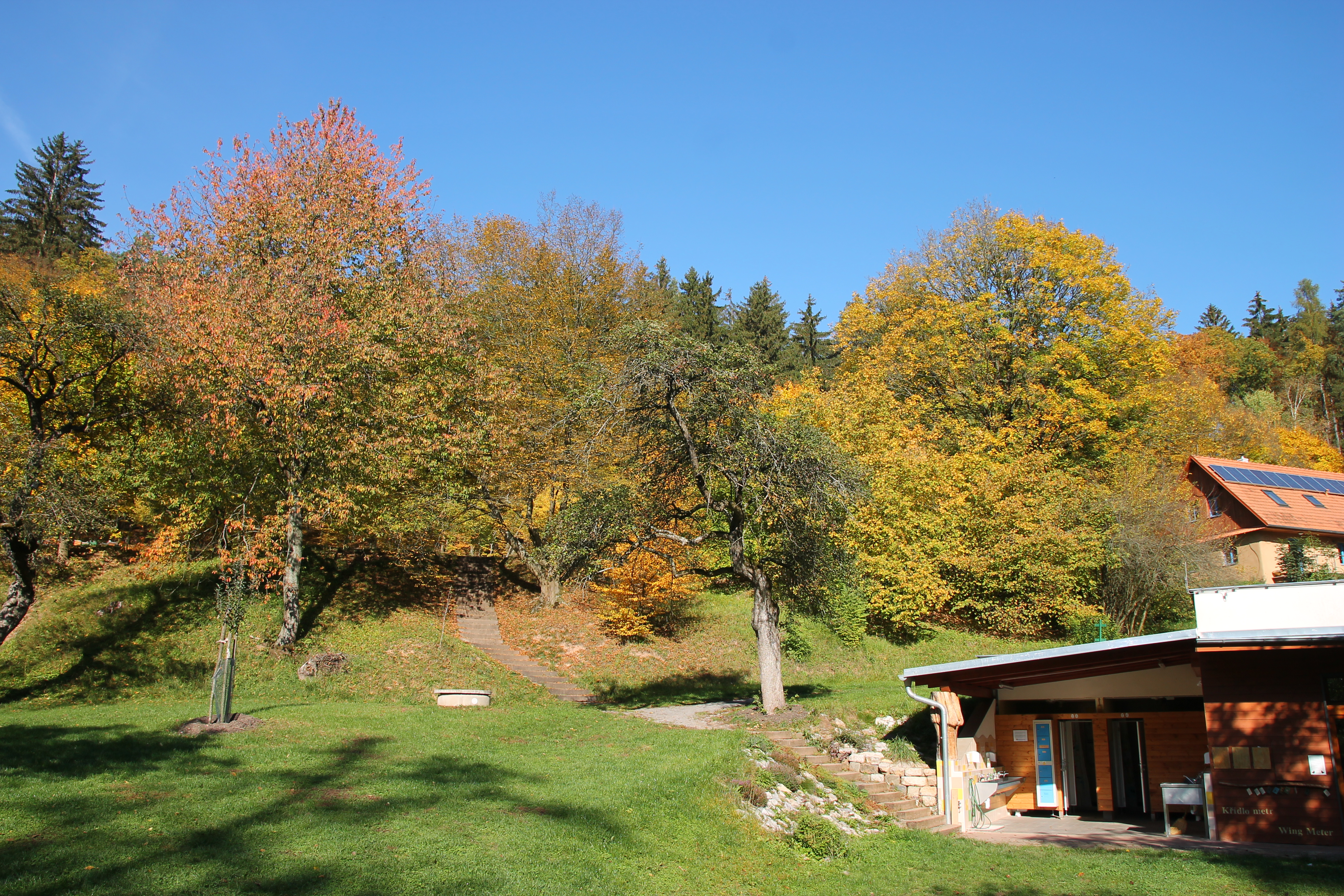
Zázemí na zahradě
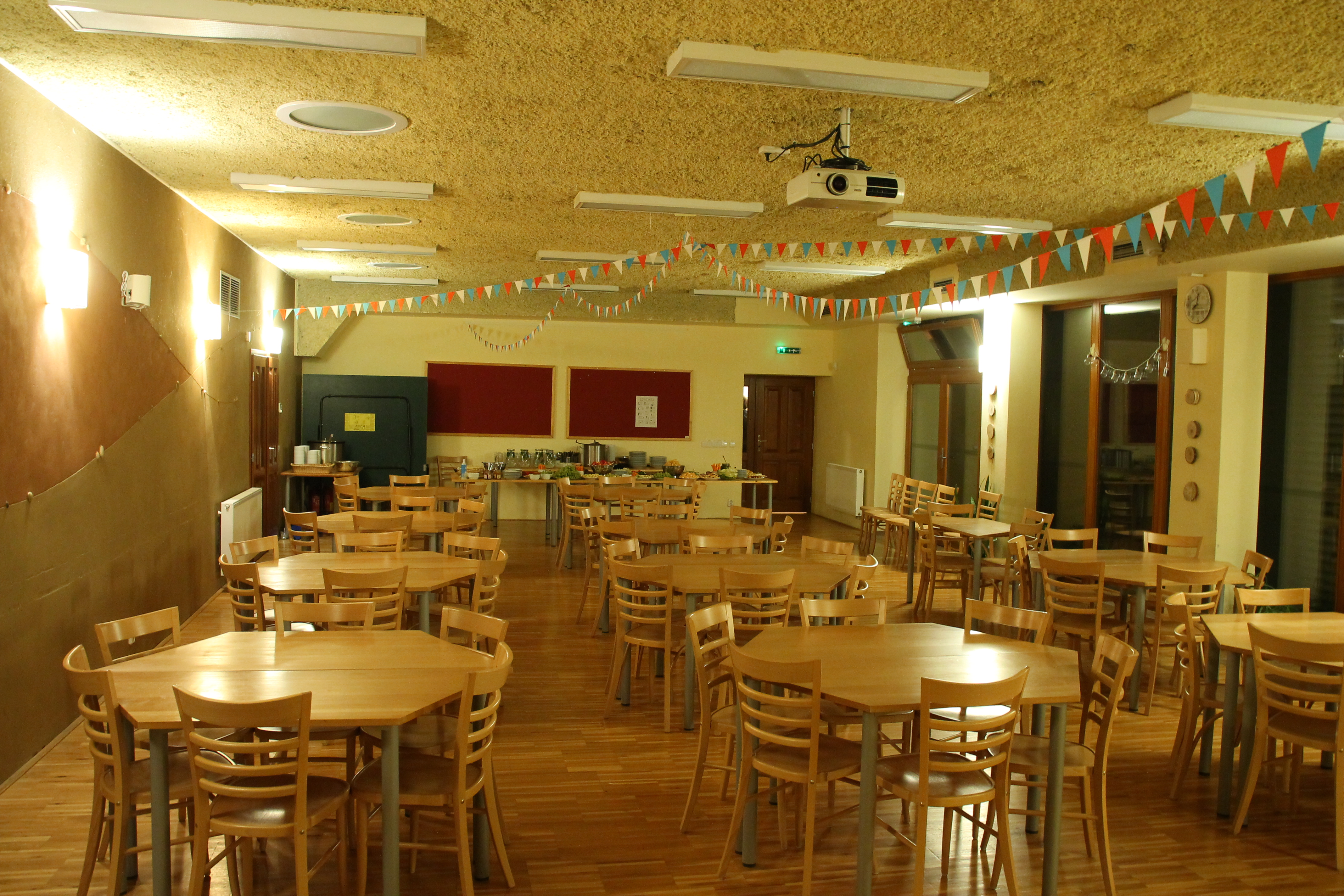
Sál
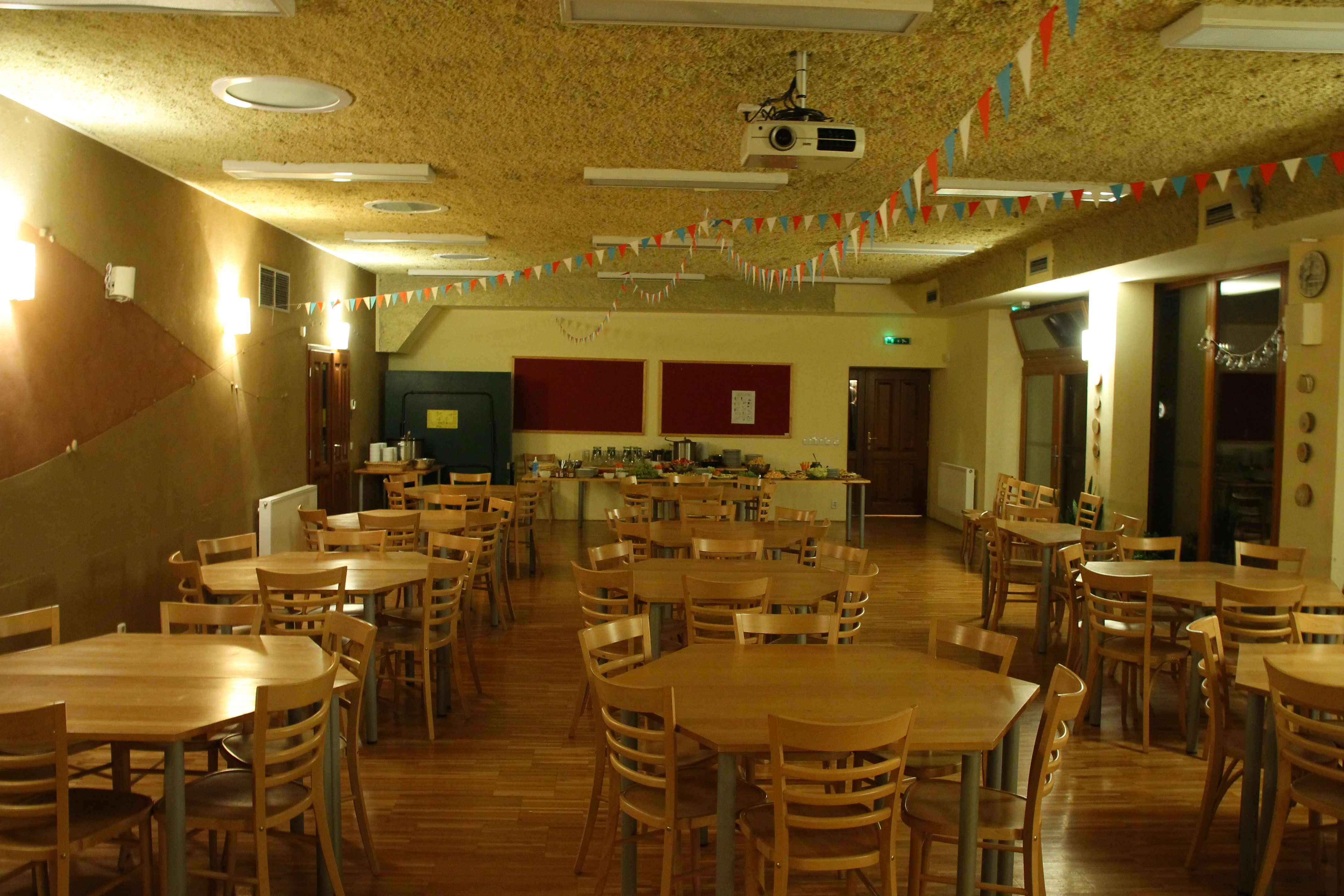
Sál
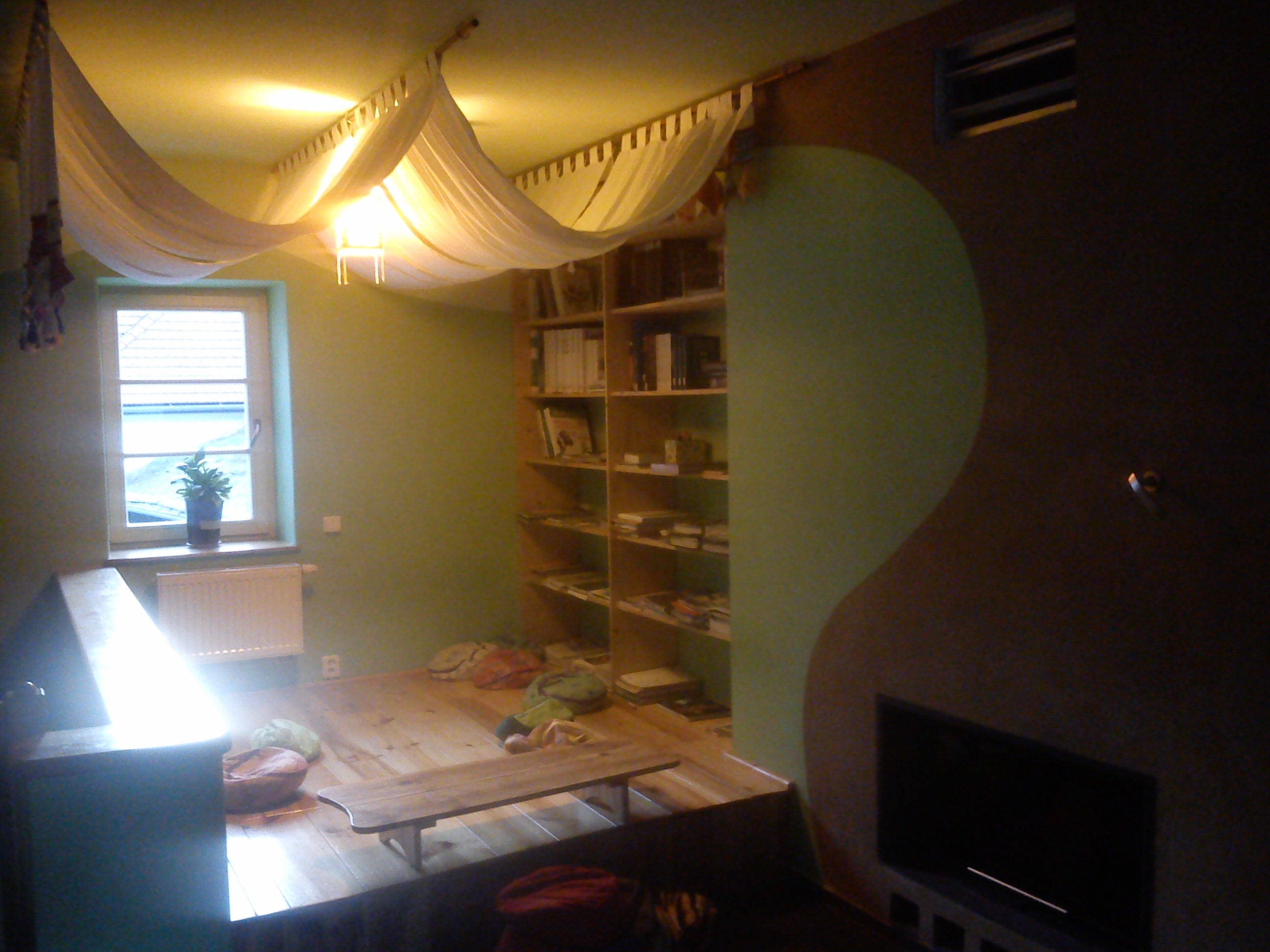
Prostor čajovny
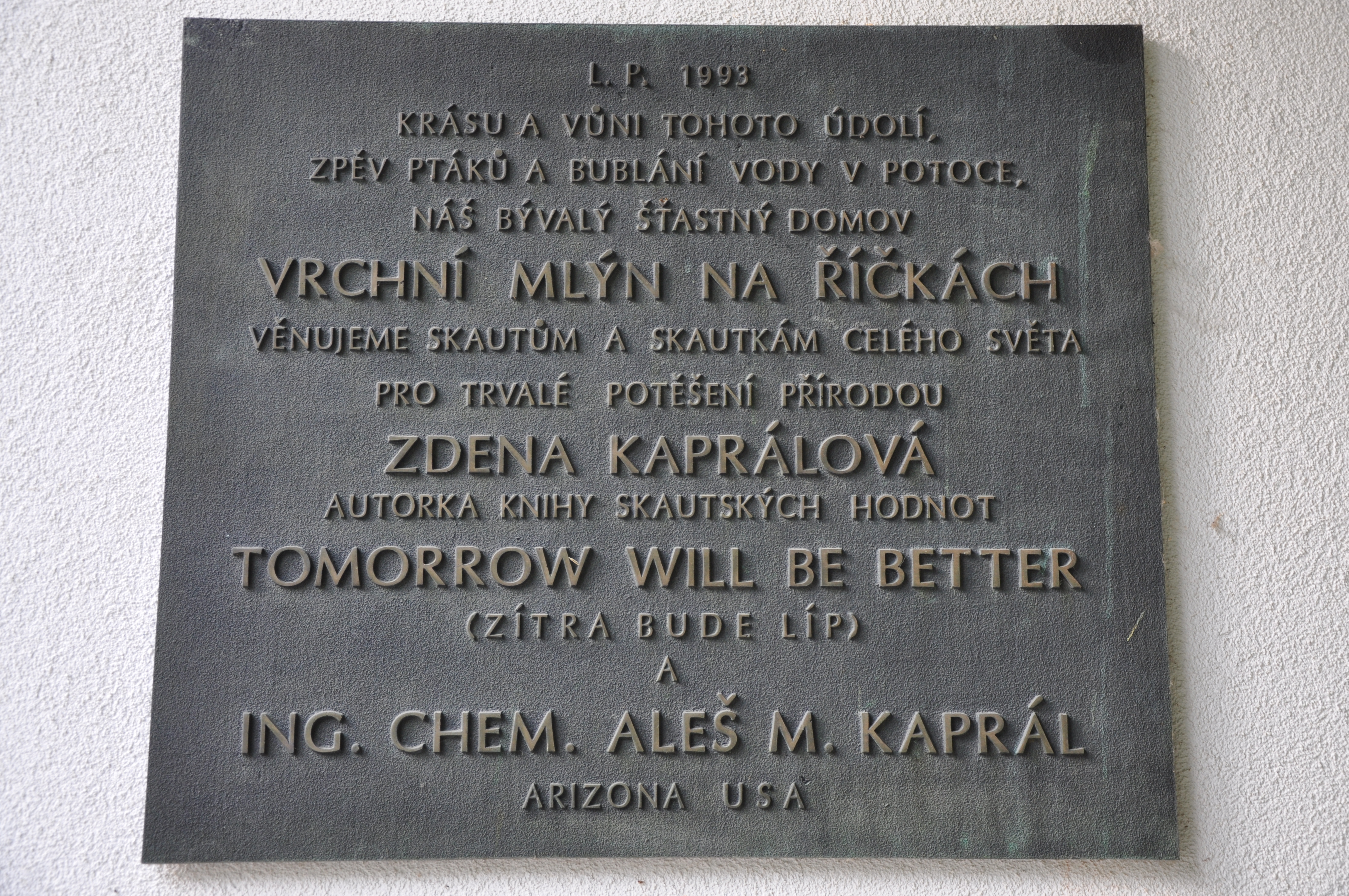
Plaketa na mlýně
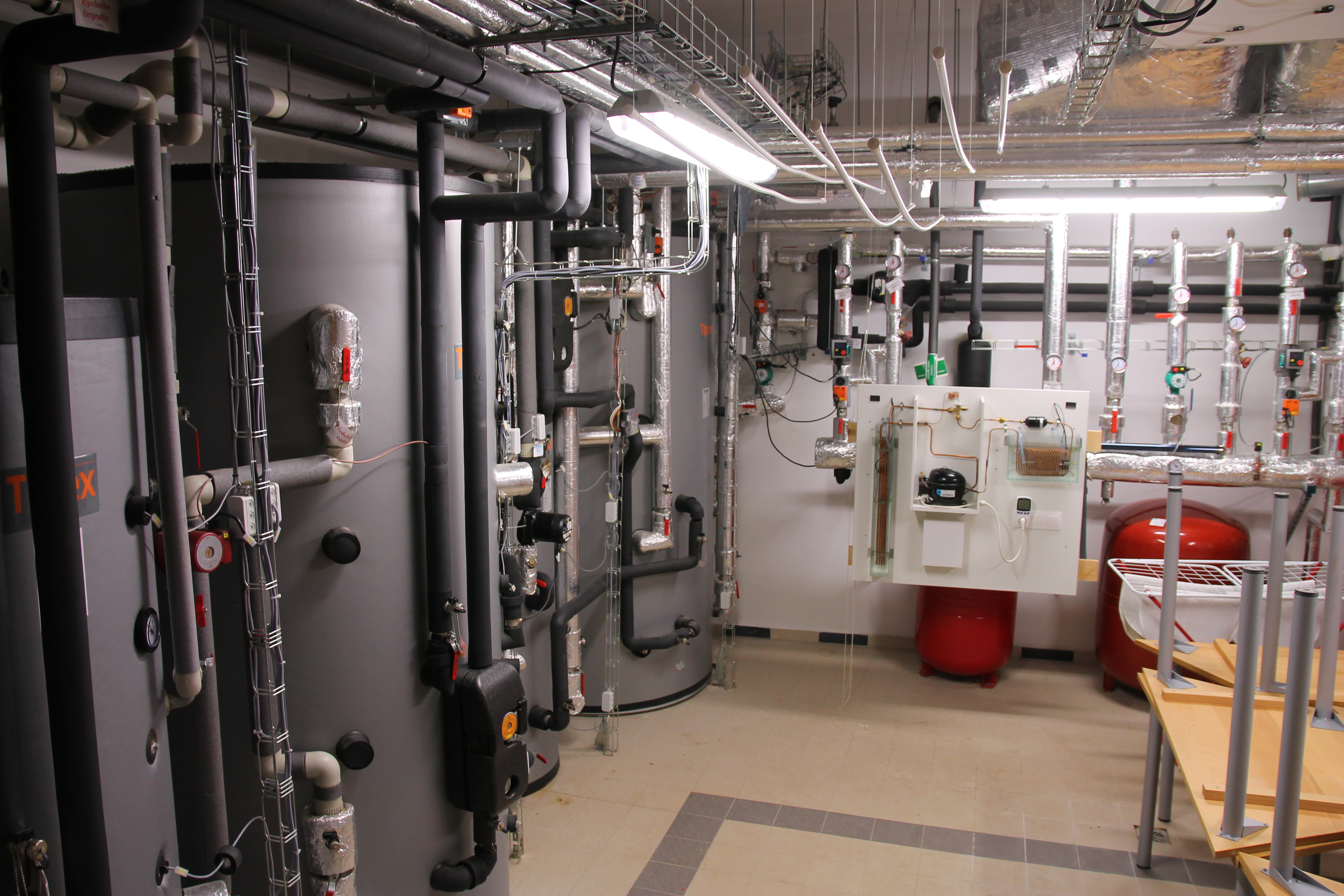
Kotelna